# Elymus ebingeri
Elymus ebingeri är en gräsart som beskrevs av Gordon C. Tucker. Elymus ebingeri ingår i släktet elmar, och familjen gräs. Inga underarter finns listade i Catalogue of Life.